# 앨리슨 랜들

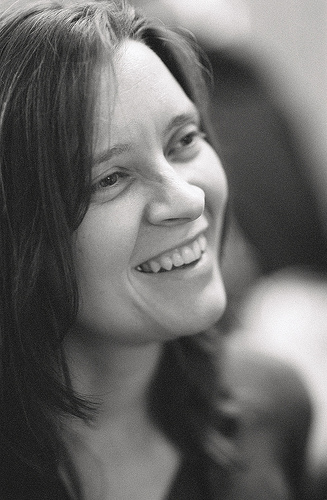
앨리슨 랜들

앨리슨 랜들(Allison Randal)은 소프트웨어 개발자이자 저자이다. 패럿 가상 머신의 최고 아키텍트, 펄 재단의 이사회의 일원, 2010년부터 2012년까지는 파이썬 소프트웨어 재단의 이사, 패럿 재단의 의장이다. 펄 1의 패럿 포팅인 Punie의 선임 개발자이기도 하다. Perl 6 and Parrot Essentials, 펄 6의 Synopses의 공동 저자이다. 오라일리 미디어의 직원이었다. 2010년 8월부터 2012년 2월까지 랜들은 캐노니컬 우분투의 테크니컬 아키텍트(Technical Architect of Ubuntu)였다.
2009년, 랜들은 오라일리의 오라일리 오픈 소스 컨벤션(OSCON)의 의장이었다. 2010년 파이썬 소프트웨어 재단의 펠로우(fellow)로 선정되었다.
현재는 오픈 소스 이니셔티브의 이사이며 2015년부터 2017년까지 사장이었다. 또, 오픈스택 재단 이사회에 역임하고 있다.